# Comisión Central Federal
La Comisión Central Federal fue una comisión austro-prusiana encargada de ejercer los poderes de la Autoridad Central Provisional del Imperio alemán de 1848/1849, en un periodo de transición entre 1849 hasta su disolución en 1851. La comisión finalmente aseguró la transición hasta el restablecimiento de la Confederación Alemana en el verano de 1851.

## Historia

"Regente imperial" Juan de Austria, 1849

La Asamblea Nacional de Fráncfort desapareció en mayo/junio de 1849 a raíz de la represión de la revolución comenzada el año pasado. Sin embargo, el poder central creado por ésta siguió existiendo. El "regente imperial" (Reichsverwesser) Juan de Austria había propuesto a Austria y Prusia que asumieran conjuntamente sus poderes en una comisión federal en Fráncfort. Ludwig von Biegeleben del gobierno central había desarrollado el plan.
Debido a su política de unión, Prusia exigió que Austria reconociera el derecho de los estados individuales a fundar un estado federal más estrecho. Austria, por otro lado, insistió en que Prusia primero reconociera la "oficina del regente imperial" (Reichsverwesserschaft) mientras no hubiera un nuevo órgano central. Así, un representante austríaco y otro prusiano firmaron el 30 de septiembre de 1849 en Viena un contrato sobre el ejercicio provisional de los poderes del Reichsverwesser. Los representantes transfirieron los poderes a una comisión central federal formada por dos austriacos y dos prusianos. "La preservación de la Confederación Alemana" fue el objetivo. Prusia esperaba crear un estado federal sin Austria, que luego entraría en una alianza con Austria. Según el tratado, los estados individuales debían ser libres de acordar una constitución alemana durante el período de transición. El contrato le dio tiempo a la Comisión hasta el 1 de mayo de 1850.
Para Austria, el acuerdo fue una victoria significativa y un paso hacia el restablecimiento de la Confederación Alemana, a la que se le otorgó un nuevo organismo en la forma de la comisión. Sin embargo, para el político prusiano Joseph von Radowitz, el tratado fue un inconveniente. Bajo su consejo, el rey de Prusia persiguió el proyecto de la Unión de Erfurt como un pequeño estado federal alemán sin Austria. Él hubiera preferido que Prusia prevaleciera con la intención original de que el "regente imperial" simplemente renunciara. La existencia de la comisión también le quitó importancia al consejo de administración de la Unión de Erfurt.
El archiduque Juan declaró su incorporación al acuerdo el 6 de octubre. Quería renunciar a la oficina del regente imperial y dejar sus derechos a Austria y Prusia. El 20 de diciembre se destituyó al Ministerio del Reich y se transfirió sus poderes a la Comisión.

## Miembros y personal
La comisión estaba formada por:

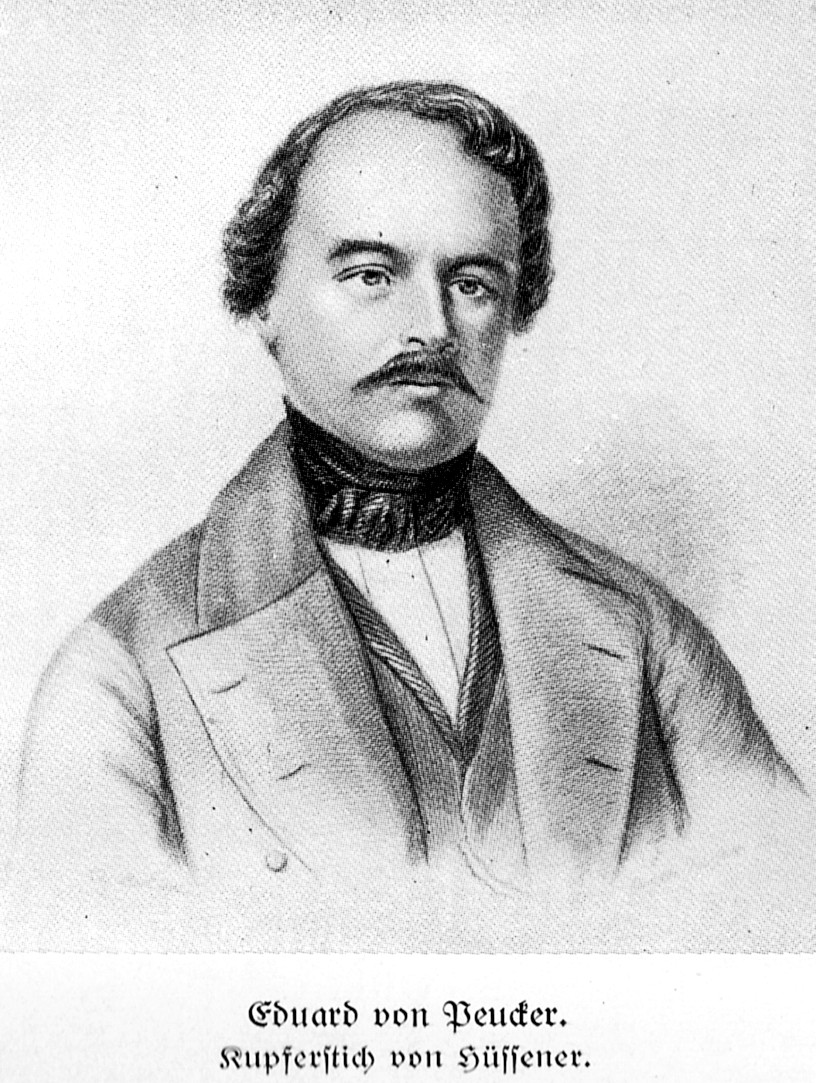
General Eduard von Peucker ministro de guerra del gobierno central desde julio de 1848 hasta mayo de 1849. Más tarde perteneció a la Comisión Central Federal.

- los representantes austriacos Karl von Kübeck (Presidente) y Karl Schönhals
- los representantes prusianos Carl von Boetticher y Joseph von Radowitz, más tarde reemplazado por Eduard von Peucker

La Comisión Central Federal destituyó a Johann Gottfried Radermacher y Ernst Johann Hermann von Rauschenplat de los funcionarios ministeriales de los ministerios del Reich el 30 de enero de 1850 y a Gustav Moritz Getz el 1 de febrero de 1850. Johann Daniel Leutheußer trabajó hasta el 5 de junio de 1851 para el registro de la oficina central de la Comisión Central Federal y más tarde en las instituciones de la Confederación. Philipp Adolph Leutheußer todavía estaba en la Comisión Federal Central y desde el 19 de diciembre de 1850 fue empleado en la Dirección de la Cancillería Federal.

## Disolución
Ya en agosto de 1849, después de la represión del levantamiento húngaro, Austria había declaró que la Confederación Alemana todavía existía. Por su parte, los reinos del sur de Alemania declararon en la primavera de 1850 que ya no deseaban reconocer una autoridad central austro-prusiana. En consecuencia, Austria invitó el 26 de agosto a los gobiernos alemanes para restaurar la antigua asamblea federal en un congreso.
El mandato de la Comisión terminó oficialmente el 1 de mayo de 1850. No obstante, la comisión siguió funcionando hasta 1851, luego del regreso de la Confederación Alemana.